# Silene jenisseiensis
Silene jenisseiensis är en nejlikväxtart. Silene jenisseiensis ingår i släktet glimmar, och familjen nejlikväxter.

## Underarter
Arten delas in i följande underarter:
- S. j. jenisseiensis
- S. j. popovii
- S. j. graminifolia